# 陳喬恩
陳喬恩（1979年4月4日—），台灣女演員、主持人及歌手。

## 演藝生涯
2001年，陳喬恩參加三立電視新秀選拔比賽奪得冠軍，後簽約成為三立旗下經紀公司喬傑立的藝人。同年，首次參與戲劇演出，於《薰衣草》中擔任配角。
2002年，陳喬恩被安排擔任行腳節目《中國那麼大》主持人，化名「小紅恩」在台灣主持界嶄露頭角，其主持表現令她被吳宗憲點名合作主持《綜藝旗艦》。
2003年，受時任三立電視執行副總經理蘇麗媚賞識及欽點，首次擔綱《千金百分百》女主角。
2004年，喬傑立安排陳喬恩與趙小僑、屈旻潔、賴薇如、饅頭、仔仔、王宇婕組成七人女子團體七朵花，並擔任團體副隊長，翌年推出《七朵花首張同名專輯》。
2005年，陳喬恩主演《王子變青蛙》創下當年台灣偶像劇收視最高紀錄。
2006年，陳喬恩與曾國城搭檔主持綜藝節目《冒險奇兵》，因其收視優異，製作單位也在同年6月為二人量身打造另一檔美食節目《型男大主廚》，收視率同樣屢創佳績。
2008年，陳喬恩以《命中注定我愛你》再度刷新台灣偶像劇收視最高紀錄，並以此劇入圍金鐘獎戲劇節目女主角獎。
2012年，陳喬恩主演《勝女的代價》，創下當年湖南衛視黃金檔電視劇首播收視紀錄。
2013年，《笑傲江湖》中的東方不敗一角為陳喬恩首次飾演武俠經典角色，她所演繹的東方不敗造型驚艷，亦剛亦柔，時而純真，時而陰險，演技受到觀眾與媒體肯定，獲得甚佳口碑，被媒體譽為「最嫵媚版東方不敗」。同年，陳喬恩首度被列入中國名人榜，並連續四年入榜。
2015年，陳喬恩以舞台劇《麵包樹上的女人》，榮獲第四屆北京丹尼國際舞台表演藝術獎最佳女演員。

## 感情生活
2019年11月28日，陈乔恩在綜藝節目《女兒們的戀愛》第二季中接受了曾偉昌（Alan）表白；同年12月2日，陈乔恩宣布恋情并標記男方的微博。2022年3月31日，兩人於台北市大安區戶政事務所登記結婚。
2024年9月22日，重返定情地馬來西亞蘭卡威補辦婚禮。

## 违规事件
2018年1月4日中午，陳喬恩發文致歉，表示昨晚在家喝完啤酒後感覺飢餓于是驾车外出买宵夜，半途遇交通警察攔下臨檢，為此错误行为极有可能导致的安全隐患诚挚道歉。同年2月7日，臺北地方檢察署同意給予她自新的機會，由檢察官予以期限二年的緩起訴處分、并命她於限期一年半內提供六十小時的義務勞動服務。

## 演出作品

### 電視劇
| 年份   | 頻道                                  | 劇名                 | 角色                | 備註               |
| 2001年 | 台視、三立都會台                      | 《薰衣草》           | 小卉                |                    |
| 2002年 | 華視、三立都會台                      | 《MVP情人》          | 方亦雪（芭比）      |                    |
| 2003年 | 客家電視台                            | 《老嫩大細》         | 刘金星              |                    |
| 2003年 | 華視、三立都會台                      | 《千金百分百》       | 梁小鳳／莊飛揚      |                    |
| 2004年 | 台視                                  | 《愛上千金美眉》     | 艾碧（Albee）       |                    |
| 2004年 | 民視                                  | 《紅色女人花－別戀》 | 羅巧芸              |                    |
| 2005年 | 三立都會台                            | 《大熊醫師家》       | 徐小恩              | 客串               |
| 2005年 | 台視、三立都會台                      | 《王子變青蛙》       | 葉天瑜              |                    |
| 2005年 | GMA網絡                               | 《Sugo》             | Mei Li              | 客串，菲律賓短劇   |
| 2006年 | 華視                                  | 《剪刀石頭布》       | 葉朵麗              |                    |
| 2007年 | 台視、三立都會台                      | 《櫻野三加一》       | 夏天                |                    |
| 2008年 | 台視、三立都會台                      | 《命中注定我愛你》   | 陳欣怡(Elaine)      |                    |
| 2008年 | 台視、三立都會台                      | 《無敵珊寶妹》       | 陳欣怡(Elaine)      | 客串               |
| 2009年 | 台視、三立都會台                      | 《福氣又安康》       | 謝福安／黃春香      |                    |
| 2009年 | 珠江頻道                              | 《守著陽光，守著你》 | 丁小寒              |                    |
| 2010年 | 哈爾濱新聞綜合頻道                    | 《縣長老葉》         | 飄飄                | 客串               |
| 2010年 | 湖南衛視                              | 《佳期如夢》         | 尤佳期              |                    |
| 2011年 | 安徽衛視                              | 《春光燦爛豬九妹》   | 豬九妹              |                    |
| 2012年 | 湖南衛視、民視、八大電視              | 《勝女的代價》       | 林曉潔              | 又名《S.O.P女王》  |
| 2013年 | 湖南衛視                              | 《笑傲江湖》         | 東方不敗            |                    |
| 2013年 | 浙江衛視、深圳衛視 陝西衛視、廈門衛視 | 《王的女人》         | 呂樂                | 原型呂雉           |
| 2015年 | 湖南衛視                              | 《錦繡緣華麗冒險》   | 榮錦繡／大野洋子    |                    |
| 2015年 | 湖南衛視                              | 《偏偏喜歡你》       | 錢寶寶              |                    |
| 2016年 | 優酷視頻                              | 《整容季》           | 汪玟玟              | 客串               |
| 2016年 | CCTV-8電視劇頻道                      | 《嫁個老公過日子》   | 陳佳玉              |                    |
| 2016年 | 湖南衛視                              | 《放棄我，抓緊我》   | 厲薇薇              | 出品人             |
| 2016年 | 騰訊視頻                              | 《鬼吹燈之精絶古城》 | Shirley楊／精絕女王 |                    |
| 2017年 | 芒果TV                                | 《天使的幸福》       |                     | 客串               |
| 2017年 | 湖南衛視                              | 《人間至味是清歡》   | 安清歡              |                    |
| 2017年 | 浙江衛視                              | 《傳奇大亨》         | 田小露（玫瑰）      | 特別出演，原型林黛 |
| 2019年 | 騰訊視頻、愛奇藝、優酷                | 《獨孤皇后》         | 獨孤伽羅            | 出品人             |
| 2021年 | 騰訊視頻、愛奇藝、優酷                | 《壯志高飛》         | 吳迪                |                    |
| 2022年 | 湖南衛視                              | 《遇見璀璨的你》     | 獨孤若男            |                    |
| 2024年 | 愛奇藝                                | 《烈焰》             | 白瓏                | 特邀出演           |
| 2024年 | 優酷                                  | 《墨雨雲間》         | 季淑然              | 特邀主演           |
| 待播   |                                       | 《張謇》             |                     |                    |

### 電影
| 年份   | 片名                   | 角色            | 備註 |
| 2011年 | 《傾城之淚》           | 張彩            | 中国大陆2011年12月22日上映 · 香港2012年3月1日上映                                                             |
| 2012年 | 《幸福迷途》           | 宋淇            | 中国大陆2012年11月9日上映                                                                                     |
| 2014年 | 《西遊記之大鬧天宮》   | 鐵扇公主        | 香港2014年1月30日上映 · 中国大陆2014年1月31日上映 · 臺灣2014年2月7日上映 · 首輪在亞洲及全球32個國家和地區上映 |
| 2014年 | 《最佳嫌疑人》         | 安琪兒          | 中国大陆2014年4月18日上映                                                                                     |
| 2014年 | 《激浪青春》           | 阮小月          | 中国大陆2014年6月6日上映 · 第十六屆亞運會亞運電影獻禮片                                                       |
| 2014年 | 《後會無期》           | 周沫            | 中国大陆2014年7月24日上映 · 香港2014年10月26日上映                                                            |
| 2015年 | 《我是女王》           | 陳凱蒂（Candy） | 中国大陆2015年4月15日上映                                                                                     |
| 2015年 | 《我的少女時代》       | 林真心（成年）  | 臺灣2015年8月13日上映 · 香港2015年10月15日上映 · 中国大陆2015年11月19日上映                                   |
| 2015年 | 《既然青春留不住》     | 周蕙            | 中国大陆2015年10月23日上映                                                                                    |
| 2015年 | 《十月初五的月光》     | 琪琪            | 香港2015年11月12日上映 · 中国大陆2015年11月20日上映                                                           |
| 2015年 | 《北京時間》           | 薛雅蘭          | 中国大陆2015年12月11日上映                                                                                    |
| 2018年 | 《市長夫人的秘密》     | 廖妍伶          | 臺灣2018年5月11日上映                                                                                         |
| 2018年 | 《大師兄》             | 梁穎心          | 香港2018年8月16日上映 · 中国大陆2018年8月24日上映 · 臺灣2018年8月24日上映 ·                                   |
| 2019年 | 《源·彩虹》            | 蓮（Lian）      | 中国大陆2019年4月5日上映                                                                                      |
| 2023年 | 《可不可以不要離開我》 | 林芳菲          | 中国大陆2023年2月14日上映                                                                                     |
| 2024年 | 《回家的你》           | 樊馨馨          | |

### 微電影
| 年份   | 片名                             | 角色     | 類型         | 備註                      |
| 2012年 | 《勇敢愛之末日來電》             | 阿寶     | 微電影       | 中国大陆2012年8月23日播映 |
| 2013年 | 《笑傲江湖之東方不敗外傳》       | 東方不敗 | 互動式微電影 | 中国大陆2013年6月24日播映 |
| 2015年 | 《臥虎藏龍之片場墜落事件大起底》 | 陳喬恩   | 廣告微電影   | 中国大陆2015年4月24日播映 |
| 2016年 | 《全明星探案》                   | 陳喬恩   | 真人互動劇   | 中国大陆2016年3月19日播映 |
| 2019年 | 《別讓毒品騙了你》               | 真真     | 反毒微電影   | 臺灣2019年3月5日播映      |

### 綜藝節目通告
| 播出頻道 | 節目名稱                 | 備註     |
| 湖南卫视 | 《旋風孝子》第一季       | 固定嘉賓 |
| 湖南卫视 | 《我們來了》第一季       | 固定嘉賓 |
| 芒果TV   | 《勇敢的世界》           | 固定嘉賓 |
| 芒果TV   | 《女兒們的戀愛》第二季   | 固定嘉賓 |
| 芒果TV   | 《妻子的浪漫旅行》第六季 | 固定嘉賓 |

### 音樂錄影帶
| 音樂MV | 音樂MV                                | 影視MV | 影視MV                                          |
| 年份   | 內容                                  | 年份   | 內容                                            |
| 2003年 | 5566-《槍聲》                         | 2008年 | 元若藍-《99次我愛他》（命中注定我愛你）         |
| 2004年 | 5566-《C'est si bon》                 | 2008年 | 元若藍、吳忠明-《心願便利貼》（命中注定我愛你） |
| 2004年 | JSTAR-《因為愛》                      | 2008年 | 錦繡二重唱-《我的快樂》（命中注定我愛你）       |
| 2005年 | JSTAR-《愛的奇跡》                    | 2012年 | 张杰-《他不愛我》（勇敢愛之末日來電）           |
| 2005年 | 七朵花-《誰最漂亮》                   | 2014年 | 鄧紫棋-《後會無期》（後會無期）                 |
| 2005年 | 七朵花、183club-《閉上眼默念3遍》     | 2014年 | 萬曉利-《女兒情》（後會無期）                   |
| 2005年 | 七朵花-《我只想要》                   | 2015年 | 黃曉明-《緣》（錦繡緣華麗冒險）                 |
| 2005年 | 七朵花、183club-《好愛她好想他》      | 2015年 | 沈依莎-《時過境遷》（錦繡緣華麗冒險）           |
| 2005年 | 七朵花-《拜金女郎》                   | 2015年 | 林昕陽-《愛的信仰》（錦繡緣華麗冒險）           |
| 2005年 | 七朵花-《笑著放手》                   | 2015年 | 吉克雋逸-《我是女王》（我是女王）               |
| 2005年 | 七朵花-《I Only Want to be With You》 | 2015年 | 胡夏-《替我照顧她》（我是女王）                 |
| 2006年 | JSTAR-《新年快樂》                    | 2015年 | 品冠-《還好有你》（既然青春留不住）             |
| 2006年 | K ONE、陳喬恩-《不明白》              | 2015年 | 張翰-《滾蛋歌》（既然青春留不住）               |
| 2007年 | JSTAR-《搖滾萬歲》                    | 2016年 | 陳喬恩-《Yes, I do》（放棄我，抓緊我）          |
| 2007年 | 七朵花-《棉花糖》                     |        |                                                 |
| 2007年 | 陳喬恩-《其實你懂我》                 |        |                                                 |
| 2007年 | 明道、陳喬恩-《再次相信》             |        |                                                 |
| 2008年 | 光良-《右手邊》                       |        |                                                 |
| 2010年 | 郭靜-《聊天》                         |        |                                                 |
| 2010年 | 楊千嬅-《女人三十》                   |        |                                                 |
| 2019年 | 羅志祥-《羅志祥》                     |        |                                                 |
| 2019年 | 胡夏-《閱讀愛情》                     |        |                                                 |
| 2021年 | 张杰 -《幸福的本能》                  |        |                                                 |

### 動畫配音
| 年份   | 片名         | 角色 |
| 2006年 | 《打獵季節》 | 貝絲 |

## 音樂作品

### 作词歌曲
| 發行時間   | 歌曲名稱            | 備註                                                       |
| ---------- | ------------------- | ---------------------------------------------------------- |
| 2004年5月  | 《Too Young》       | 與柯呈雄共同創作，收錄於《紫禁之巔電視原聲帶》             |
| 2005年10月 | 《Say You Love Me》 | 與郭葦昀、祝鏘博共同創作，收錄於《七朵花首張同名專輯》     |
| 2012年6月  | 《喜歡孤獨》        | 電視劇《勝女的代價》片頭曲                                 |
| 2012年10月 | 《不明白》          | 舞台劇《麵包樹上的女人》歌曲，與姜清华、马达、幸钰共同創作 |
| 2012年10月 | 《窒息》            | 舞台劇《麵包樹上的女人》歌曲，與姜清华、马达、幸钰共同創作 |

### 單曲/專輯
| 發行時間   | 名稱                   | 演唱                                                                      | 備註                                      |
| ---------- | ---------------------- | ------------------------------------------------------------------------- | ----------------------------------------- |
| 2004年5月  | 《Too Young》          | 七朵花                                                                    | 收錄于《紫禁之巔電視原聲帶》              |
| 2005年6月  | 《我只想要》           | 七朵花                                                                    | 收錄于《王子變青蛙電視原聲帶》            |
| 2005年6月  | 《Bye! Boy》           | 七朵花                                                                    | 收錄于《王子變青蛙電視原聲帶》            |
| 2005年6月  | 《閉上眼默念3遍》      | 七朵花、183club                                                           | 收錄于《王子變青蛙電視原聲帶》            |
| 2005年10月 | 《七朵花首張同名專輯》 | 七朵花                                                                    |                                           |
| 2006年2月  | 《迷宮》               | 七朵花                                                                    | 收錄于《愛情魔髮師電視原聲帶》            |
| 2006年2月  | 《2 Sweet》            | 陳喬恩、黃玉榮                                                            | 收錄于《愛情魔髮師電視原聲帶》            |
| 2006年10月 | 《不明白》             | 陳喬恩、K ONE                                                             | 收錄于《愛的故事：羅密歐與茱麗葉》專輯    |
| 2007年2月  | 《棉花糖》             | 七朵花                                                                    | 收錄于《愛的奇跡3 - 搖滾萬歲 J-Star》專輯 |
| 2007年8月  | 《其實你懂我》         | 陳喬恩                                                                    | 收錄于《櫻野3+1電視原聲帶》               |
| 2007年8月  | 《野蠻女友》           | 陳喬恩                                                                    | 收錄于《櫻野3+1電視原聲帶》               |
| 2007年8月  | 《再次相信》           | 陳喬恩、明 道                                                             | 收錄于《櫻野3+1電視原聲帶》               |
| 2012年6月  | 《喜歡孤獨》           | 陳喬恩                                                                    | 電視劇《勝女的代價》片頭曲                |
| 2012年10月 | 《不明白》             | 陳喬恩                                                                    | 舞台劇《麵包樹上的女人》歌曲              |
| 2012年10月 | 《窒息》               | 大合唱                                                                    | 舞台劇《麵包樹上的女人》歌曲              |
| 2016年7月  | 《你是偶像》           | 陳喬恩、趙雅芝、劉嘉玲、莫文蔚、謝 娜 江一燕、奚夢瑤、徐 嬌、汪 涵、袁 弘 | 綜藝節目《我们来了》主題曲                |
| 2016年12月 | 《Yes, I do》          | 陳喬恩                                                                    | 電視劇《放棄我，抓緊我》插曲              |
| 2018年9月  | 《落地成團》           | 陳喬恩、張 翰、程 瀟、杜 江、楊 迪                                        | 《快樂大本營》“不要說，唱”原創歌曲        |

### 演唱會
| 日期           | 演唱會名稱                      | 地點       |
| -------------- | ------------------------------- | ---------- |
| 2004年12月11日 | J-Stars喬傑立巨星”愛在星光”演唱 | 新加坡     |
| 2006年10月26日 | 七朵花首場演唱會                | 印度尼西亞 |

## 主持作品

### 節目
| 時間                 | 頻道                   | 節目名稱                             | 備註                                   |
| -------------------- | ---------------------- | ------------------------------------ | -------------------------------------- |
| 2002年3月-2002年11月 | 三立都會台             | 《中國那麼大》                       | 暱稱「小紅恩」                         |
| 2002年               | 緯來綜合台             | 《全民快打》                         | 電玩綜藝節目                           |
| 2002年               | 三立都會台             | 《電子情人》                         | 校園外景節目                           |
| 2002年               | 台視                   | 《綜藝旗艦》                         | 與吳宗憲、NONO合作                     |
| 2004年               | 中視                   | 《愛情萬萬歲》                       | 聯誼配對節目                           |
| 2004年               | 三立都會台             | 《完全娛樂》                         | 外景單元：<澳遊行>、<馬來西亞冒險日記> |
| 2004年               | 中視                   | 《綜藝最前線》                       |                                        |
| 2004年10月-2005年2月 | 華視                   | 《鬥陣俱樂部》                       | 與5566、七朵花合作，遊戲綜藝節目       |
| 2005年12月-2009年4月 | 三立都會台             | 《冒險奇兵》                         | 與曾國城合作                           |
| 2006年               | 中視                   | 《我猜我猜我猜猜猜》                 | 代班數集，與吳宗憲合作                 |
| 2006年               | 三立都會台             | 《世界那麼大》（前身《中國那麼大》） | 代班數集                               |
| 2006年7月-2008年8月  | 三立都會台             | 《型男大主廚》                       | 與曾國城合作                           |
| 2007年5月            | 三立都會台             | 《完全娛樂》                         | 外景單元：<主廚到你家>                 |
| 2008年8月            | 三立都會台             | 《完全娛樂》                         | 代班兩期                               |
| 2008年9月25日        | 中國中央電視台新聞頻道 | 《中华看神州》                       | 擔任台湾地区明星观察员现场连线         |

### 大型晚會
| 時間           | 地点           | 名稱                                           | 備註                       |
| -------------- | -------------- | ---------------------------------------------- | -------------------------- |
| 2004年12月18日 | 苗栗大湖酒莊   | 《2004年苗栗草莓文化季-莓開眼笑聖誕party晚會》 | 與胡瓜合作                 |
| 2007年跨年     | 高雄海洋之星   | 《大港拼場世載好運-2008高雄跨年晚會》          | 與曾國城合作               |
| 2016年9月15日  | 湖南廣播電視台 | 《2016湖南衛視中秋之夜》                       | 與何炅合作                 |
| 2020年8月25日  | 江西仙女湖     | 《中央廣播電視總台-2020七夕特別節目》          | 與任鲁豫、張蕾、李治廷合作 |

## 舞台作品
| 公演期                        | 劇名               | 角色 | 導演 | 公演城市 | 公演剧院   | 備註   |
| 2012年10月19日－2012年11月4日 | 《麵包樹上的女人》 | 程韵 | 李李 | 上海     | 人民大舞台 | 16場次 |
| 2013年1月10日－2013年1月13日  | 《麵包樹上的女人》 | 程韵 | 李李 | 北京     | 保利剧院   | 4場次  |
| 2015年5月19日－2015年5月31日  | 《麵包樹上的女人》 | 程韵 | 李李 | 上海     | 藝海劇院   | 12場次 |
| 2015年6月4日－2015年6月6日    | 《麵包樹上的女人》 | 程韵 | 李李 | 北京     | 保利剧院   | 3場次  |
| 2016年9月8日－2016年9月11日   | 《麵包樹上的女人》 | 程韵 | 李李 | 上海     | 美琪大戲院 | 4場次  |

## 出版品

### 書籍
| 出版年份 | 書名                                      | 出版社             | 出版日  | ISBN               | 頁數 | 備註           |
| -------- | ----------------------------------------- | ------------------ | ------- | ------------------ | ---- | -------------- |
| 2007年   | 《曾國城、陳喬恩之冒險攻略-團康完全手冊》 | 放電人文           | 8月2日  | ISBN 9789868353718 | 144  |                |
| 2008年   | 《喬見沒》                                | 尖端出版社         | 4月4日  | ISBN 9789571038339 | 96   | 酷酷版、甜美版 |
| 2009年   | 《喬見·巴黎》                             | 凱特文化           | 6月26日 | ISBN 9789866606489 | 192  | 普通版、限量版 |
| 2009年   | 《喬見·巴黎》（簡體中文 第一版）          | 北方婦女兒童出版社 | 8月1日  | ISBN 9787538540567 | 165  |                |
| 2011年   | 《喬見·貓》                               | 凱特文化           | 6月22日 | ISBN 9789866175299 | 176  | 普通版、特别版 |
| 2013年   | 《喬見·貓》（簡體中文版）                 | 漓江出版社         | 4月1日  | ISBN 9787540759773 | 171  |                |
| 2013年   | 《喬見·巴黎》（簡體中文 第二版）          | 花城出版社         | 8月13日 | ISBN 9787536068353 | 176  |                |

## 獎項紀錄

### 音樂類
| 年份   | 獲提名 | 獎項                               | 結果 |
| ------ | ------ | ---------------------------------- | ---- |
| 2006年 | 七朵花 | 《TVBS華語金曲榜》最具潛力女組合獎 | 獲獎 |

### 影視類
| 年份   | 獲提名                   | 獎項                                                               | 結果  |
| ------ | ------------------------ | ------------------------------------------------------------------ | ----- |
| 2006年 | 《王子變青蛙》           | 《首届CCTV中国文艺榜》港台电视剧女演员                             | 獲獎  |
| 2007年 | 《王子變青蛙》           | 《第二届騰訊網星光大典》台湾最受欢迎电视剧女演员                   | 獲獎  |
| 2008年 | 《命中注定我愛你》       | 《第四十三屆金鐘獎》戲劇節目女主角獎                               | 提名  |
| 2008年 | 《命中注定我愛你》       | 《第五届台北影視節影視嘉年華十大戲劇票選》偶像劇女王               | 獲獎  |
| 2008年 |                          | 《第三届騰訊網星光大典》港台地区年度电视女演员                     | 獲獎  |
| 2010年 | 《命中注定我愛你》       | 《第四届華鼎獎》都市类最佳女演员                                   | 獲獎  |
| 2010年 |                          | 《第十四屆全球華語榜中榜暨亞洲影響力大典》台灣地區最佳電視劇女演員 | 獲獎  |
| 2010年 |                          | 《第五届騰訊網星光大典》港台最受欢迎女演员                         | 獲獎  |
| 2012年 |                          | 《第八届華鼎獎》全國觀衆最喜愛的影視明星                           | 提名  |
| 2012年 | 《勝女的代價》           | 《第八届華鼎獎》中国偶像励志题材电视剧最佳女演员                   | 提名  |
| 2012年 |                          | 《第三屆樂視影視盛典》港台地區最受歡迎女演員                       | 獲獎  |
| 2012年 | 《命中注定我愛你》       | 《首屆亞洲偶像盛典》亞洲偶像經典角色-00年代                        | 獲獎  |
| 2013年 |                          | 《2013百度沸點》最佳飞跃成就女演员                                 | 獲獎  |
| 2013年 | 《笑傲江湖》             | 《第5屆国剧盛典》港台人气女演员                                    | 獲獎  |
| 2013年 | 《笑傲江湖》             | 《第八届中国电视觀眾节》觀眾最喜爱电视剧女演员                     | 獲獎  |
| 2013年 |                          | 《第二届亚洲偶像盛典》極具人氣港台女演员                           | 獲獎  |
| 2013年 | 《笑傲江湖》             | 《第四届中国大学生电视节》最受大学生喜爱电视剧女演员               | 提名  |
| 2013年 | 舞台劇《麵包樹上的女人》 | 《第四届现代戏剧谷2013壹戏剧大赏》年度新锐女演员                   | 提名  |
| 2014年 |                          | 《尖叫2015愛奇藝之夜》最佳港臺電視劇演員                           | 獲獎  |
| 2014年 |                          | 《2014明星權力榜年度頒獎盛典》港臺最受歡迎女演員                   | 獲獎  |
| 2014年 | 《笑傲江湖》             | 《2013湖南卫视电视剧年度票选》最抢镜配角                           | 獲獎  |
| 2014年 | 《王的女人》             | 《第三届手机媒体娱乐风云榜》最受欢迎电视剧女演员                   | 獲獎  |
| 2015年 | 《既然青春留不住》       | 《第18屆上海國際電影節電影頻道傳媒大獎》最佳女主角                 | 提名  |
| 2015年 | 舞台劇《麵包樹上的女人》 | 《第四届北京丹尼国际舞台表演艺术奖》最佳女演员奖                   | 獲獎  |
| 2015年 | 《锦绣缘华丽冒险》       | 《第十七届华鼎奖》近代题材电视剧最佳女演员                         | 獲獎  |
| 2015年 |                          | 《第7屆国剧盛典》年度最具商業價值演員                              | 獲獎  |
| 2015年 |                          | 《2015明星权力榜年度颁奖盛典》港台最受欢迎女演员                   | 獲獎  |
| 2016年 |                          | 《中國電視劇品質盛典》年度最具魅力女演員                           | 獲獎  |
| 2016年 | 《偏偏喜歡你》           | 《第十九届华鼎奖》近代题材电视剧最佳女演员                         | 提名  |
| 2016年 |                          | 《2016网易有态度人物盛典》年度最有態度影視女王                     | 獲獎  |
| 2016年 |                          | 《第8屆国剧盛典》多屏彰顯影響力女演員                              | 獲獎  |
| 2017年 |                          | 《2016微博之夜》微博年度實力演員                                   | 獲獎  |
| 2017年 |                          | 《2016中國電視好演員》優秀演員獎                                   | 獲獎  |
| 2017年 |                          | 《2016年中国影视女演员综合价值排行榜》                             | 第5名 |

### 綜合類
| 年份   | 獲提名                            | 獎項                                                       | 結果   |
| ------ | --------------------------------- | ---------------------------------------------------------- | ------ |
| 2008年 |                                   | 《首屆中國海西時尚娛樂盛典》時尚偶像藝人大獎               | 獲獎   |
| 2009年 |                                   | 《搜狐娛樂2008 地球最美50人》                              | 第23名 |
| 2009年 |                                   | 《台灣名人百科2008—2009》文化年度模範名人                  | 獲獎   |
| 2012年 |                                   | 《青春励志人物评选》2012年度青春励志人物                   | 提名   |
| 2012年 |                                   | 《第三屆華娛衛視亞洲十大紅人盛典》2012华娱卫视亚洲十大红人 | 獲獎   |
| 2013年 |                                   | 《福布斯中國名人榜》                                       | 第99名 |
| 2013年 |                                   | 《首屆全民奧斯卡中國UGC傳媒大獎》年度偶像藝人              | 獲獎   |
| 2014年 |                                   | 《福布斯中國名人榜》                                       | 第65名 |
| 2014年 |                                   | 《百度搜索全民女神票選》首月票選第一名（3,131,819票）      | 獲獎   |
| 2015年 |                                   | 《福布斯中國名人榜》                                       | 第61名 |
| 2015年 | 《锦绣缘华丽冒险》 《偏偏喜歡你》 | 《中國電視劇權勢榜》第10名                                 | 獲獎   |
| 2015年 |                                   | 《2015時尚星秀年度人物盛典》年度最受歡迎女藝人             | 獲獎   |
| 2015年 |                                   | 《2015网易有态度人物盛典》年度最有态度全能女艺人           | 獲獎   |
| 2016年 |                                   | 《2016時尚星秀年度人物盛典》年度最具人氣時尚人物           | 獲獎   |
| 2016年 |                                   | 《美俏粉红盛典》最具娱乐影响力风云人物                     | 獲獎   |
| 2016年 |                                   | 《年轻的选择2016优酷盛典》年度驚豔女神                     | 獲獎   |
| 2016年 |                                   | 《2016移动视频风云盛典》2016移动视频年度百变风云人物       | 獲獎   |
| 2017年 |                                   | 《2017中国名人商业价值榜》                                 | 第36名 |
| 2017年 |                                   | 《福布斯中國名人榜》                                       | 第51名 |
| 2018年 |                                   | 《第十五屆MAHB年度先生盛典》年度傑出港台藝人               |        |
| 2019年 |                                   | 《精品風格盛典》最具影響力演員獎                           |        |

## 外部連結
- 陳喬恩的Facebook專頁
- 陳喬恩的Instagram帳戶
- 陳喬恩的新浪微博
- 陳喬恩的官方抖音號 （页面存档备份，存于）
- 陳喬恩在互联网电影资料库（IMDb）上的資料（英文）
- 陳喬恩在香港影庫上的簡介
- 陳喬恩在豆瓣上的资料（简体中文）
- 陳喬恩在时光网上的簡介（简体中文）
- 陳喬恩在台灣電影網上的資料（繁體中文）